# A308(M)
A308(M) är en motorväg i Storbritannien. Motorvägen är 1 kilometer lång och förbinder motorvägarna M4 och A404(M) med varandra. Motorvägen binder också ihop M4 med Maidenhead.